# Starčevićanac (logorski list)
Starčevićanac je bio hrvatski emigrantski list. Izlazio je u izbjegličkom logoru.